# Edgar Kaufmann Jr.
Edgar Jonas Kaufmann Jr. (Pittsburgh, 9 april 1910 - Manhattan, 31 juli 1989) was een Amerikaans architectuur historicus, curator, filantroop, auteur en adjunct-professor architectuur en kunstgeschiedenis aan de Columbia-universiteit in New York.
De ouders van Kaufmann Jr. waren de opdrachtgevers voor de bouw van de villa Fallingwater die werd ontworpen door Frank Lloyd Wright. In 1955 kwam het in bezit van Kaufmann Jr..  

## Levensloop
Kaufmann Jr. werd geboren op 9 april 1910 in Pittsburgh, Pennsylvania. Hij was de zoon van Edgar en Liliane Kaufmann en groeide op in een welgesteld gezin van Duits-Joodse afkomst. Zijn vader was eigenaar van warenhuis Kaufmann's. Kaufmann Jr. studeerde na een studie aan een prep school schilderkunst in New York en Londen. Eind jaren twintig studeerde Kaufmann Jr. aan de School voor Kunsten en Ambachten in het Oostenrijkse Museum voor Toegepaste Kunst in Wenen. Daarna vertrok hij naar Florence om aldaar schilderkunst en typografie te studeren. In 1933 keerde hij terug naar de Verenigde Staten.
Tot 1934 was Kaufmann Jr. werkzaam als schilder. Datzelfde jaar startte hij als architectuur stagiair bij de Taliesin East School and Studio van architect Frank Lloyd Wright. Tijdens zijn studie in Taliesin ontstond er bij zijn ouders de behoefte aan een vakantiewoning. Zij gaven opdracht aan architect Frank Lloyd Wright om een huis te bouwen in Pennsylvania. Het huis dat gebouwd werd boven een waterval kreeg de naam Fallingwater.
In 1935 besloot hij om voor het bedrijf van zijn vader te werken. Bij warenhuis Kaufmann's kreeg hij de functie van mechandise manager bij de afdeling woninginrichting. Drie jaar later kreeg hij de functie van secretaris. In 1938 organiseerde hij voor het Museum of Modern Art (MoMA) in New York een tentoonstelling over 'nuttige voorwerpen'. In 1940 kreeg Kaufmann Jr. een baan bij het MoMA. Zijn loopbaan werd van 1942 tot en met 1946 onderbroken door dienstplicht bij de Amerikaanse luchtmacht. Na zijn diensttijd keerde hij terug naar het MoMA waar hij werkzaam werd als curator en hoofd van de Department of Industrial Design. Tussen 1950 en 1955 organiseerde hij daar de tentoonstelling 'Good Design' dat de focus legde op goed ontworpen alledaagse voorwerpen. Hij werkte hiervoor samen met de Deense architect en ontwerper Finn Juhl en schreef hiervoor in 1951 het boek What is good design?. In diezelfde periode schreef Kaufmann Jr. voor het Amerikaanse woontijdschrift Interiors. Midden jaren vijftig kreeg Kaufmann Jr. een relatie met de Spaanse architect Paul Mayén die betrokken was bij de bouw van Fallingwater.
Kaufmann Jr.'s moeder overleed aan een overdosis in 1952. Na de dood van zijn vader in 1955 erfde Kaufmann Jr. Fallingwater. In 1963 droeg hij het huis samen met de omliggende grond en 500.000 dollar over aan de Western Pennsylvania Conservancy. Kaufmann Jr. schreef enkele boeken over Frank Lloyd Wright en zijn werk, waaronder Fallingwater: A Frank Lloyd Wright Country House in 1986. Van 1963 tot 1986 was hij werkzaam als adjunct-professor architectuur en kunstgeschiedenis aan de Columbia-universiteit in New York.

### Overlijden
Kaufmann Jr. overleed op 31 juli 1989 op 79-jarige leeftijd in Manhattan aan de gevolgen van leukemie. Zijn as werd uitgestrooid bij Fallingwater door zijn partner Paul Mayén. De kunstcollectie van Kaufmann Jr., die bestond uit schilderijen van onder meer Mondriaan, Picasso, Matisse en Monet, werd na zijn dood geveild door Sotheby's. Na de dood van Mayén in 2000 werd ook zijn as bij Fallingwater uitgestrooid.
- Bibliothèque nationale de France: cb13480781p (data)
- Gemeinsame Normdatei: 118962159
- International Standard Name Identifier: 0000 0001 2127 5124
- Library of Congress Control Number: n86001568
- Nationale Bibliotheek van Letland: 000223697
- Nationale Bibliotheek van Tsjechië: jn20011018734
- Nationale Bibliotheek van Israël: 987007303573805171
- Istituto Centrale per il Catalogo Unico: UFIV037019
- LIBRIS: 193050
- SNAC: w6h70h5b
- Système universitaire de documentation: 035378999
- Trove: 887272
- Union List of Artist Names: 500219862
- Virtual International Authority File: 34608572
- WorldCat: E39PBJfRDc6twkybRjvKqthT73